# Mack McLarty
Thomas Franklin "Mack" McLarty, III (* 14. června 1946, Hope, Arkansas) je americký obchodník a bývalý politik. V době vlády prezidenta Billa Clintona v letech 1993–1994 vedl kancelář Bílého domu. Poté působil jako prezidentův poradce. V roce 1998 z politiky odešel. V současné době je ředitelem poradenské společnosti Kissinger McLarty Associates, kterou v roce 1999 společně s Henry Kissingerem založil.